# Rubens Fadini
Rubens Fadini (* 1. Juni 1927 in Jolanda di Savoia; † 4. Mai 1949 in Superga) war ein italienischer Fußballspieler.

## Karriere
Fadini kam in der Emilia-Romagna zur Welt und zog mit seiner Familie im Kindesalter nach Mailand, wo er während des Zweiten Weltkriegs bei Dopolavoro Ceretti & Tanfani mit dem Fußballspielen begann. Nach dem Krieg hatte Fadini bei der SG Gallaratese seine erste Station im Erwachsenenbereich und war für den Klub aus Gallarate ab der Saison 1946/47 in der Serie B aktiv.
Im Sommer 1948 wechselte Fadini zur AC Turin, für die er am 9. Spieltag der Saison 1948/49 im Stadio Filadelfia beim 1:0-Sieg gegen Lazio Rom sein Serie-A-Debüt gab. Auf seiner Position als Außenläufer hatte er mit Giuseppe Grezar und Eusebio  Castigliano große Konkurrenz. Dennoch kam er im Saisonverlauf für Grande Torino, wie die Mannschaft aufgrund ihrer überragenden Erfolge in dieser Zeit genannt wurde, auf zehn Einsätze. Beim 4:1-Heimsieg gegen Milan gelang Fadini Anfang März 1949 sein erster und einziger Treffer in der Serie A. Am 24. April 1949 sicherte sich die AC Turin durch ein 1:1 in Bari fünf Spieltage vor Saisonende die fünfte Italienische Meisterschaft in Folge. Vereinspräsident Ferruccio Novo arrangierte daraufhin ein Freundschaftsspiel in Lissabon gegen Benfica.
Am 4. Mai 1949 wurde das Flugzeug, das die Mannschaft zurück in die Heimat beförderte, bei starkem Nebel gegen den Wallfahrtshügel Superga nahe Turin geflogen. Alle Insassen starben bei dem Unfall, darunter Fadini und 17 weitere Spieler sowie fünf Betreuer der AC Turin. Der als die Tragedia di Superga in die Geschichte eingegangene Unfall bedeutete das Ende von Grande Torino.
Fadini wurde in Arcore beigesetzt. In Giulianova wurde ein Stadion und in seinem Geburtsort Jolanda di Savoia eine Straße nach ihm benannt.

## Erfolge
- Italienischer Meister: 1948/49